# Маркус Ріффель
Маркус Ріффель  (нім. Markus Ryffel, 5 лютого 1955) — швейцарський легкоатлет, олімпійський медаліст. Спортсмен року Швейцарії (1978).

## Виступи на Олімпіадах
| Олімпіада         | Дисципліна           | Місце           |
| ----------------- | -------------------- | --------------- |
| Монреаль 1976     | біг на 5000 метрів   | 11 h3 r1/2      |
| Москва 1980       | біг на 5000 метрів   | 5               |
| Москва 1980       | біг на 10 000 метрів | участь, h3 r1/2 |
| Лос-Анджелес 1984 | біг на 5000 метрів   | 2               |